# Episodi di Seven Days (prima stagione)
La prima stagione della serie televisiva Seven Days, composta da 21 episodi, è stata trasmessa negli Stati Uniti dal canale UPN dal 7 ottobre 1998 al 26 maggio 1999.
In Italia è andata in onda su Rai 2 dal 9 luglio 2000 al 15 luglio 2001.
| nº | Titolo originale             | Titolo italiano                   | Prima TV USA     | Prima TV Italia |
| -- | ---------------------------- | --------------------------------- | ---------------- | --------------- |
| 1  | Pilot (1 e2)                 | Seven days - 1 e 2 parte          | 7 ottobre 1998   | 9 luglio 2000   |
| 2  | Pilot (1 e2)                 | Seven days - 1 e 2 parte          | 7 ottobre 1998   | 9 luglio 2000   |
| 3  | The Gettysburg Virus         | Il virus di Gettysburg            | 14 ottobre 1998  | 16 luglio 2000  |
| 4  | Come Again?                  | Ancora, ancora… e poi ancora      | 21 ottobre 1998  | 16 luglio 2000  |
| 5  | Vows                         | Salvare un matrimonio             | 28 ottobre 1998  | 30 luglio 2000  |
| 6  | Doppelganger (1 e 2)         | Un Parker di troppo (1 e 2 parte) | 4 novembre 1998  | 23 luglio 2000  |
| 7  | Doppelganger (1 e 2)         | Un Parker di troppo (1 e 2 parte) | 11 novembre 1998 | 23 luglio 2000  |
| 8  | Shadow Play                  | Il caso "Orsachiotto"             | 18 novembre 1998 | 30 luglio 2000  |
| 9  | As Time Goes By              | Come passa il tempo…              | 25 novembre 1998 | 6 agosto 2000   |
| 10 | Sleepers                     | Sleepers                          | 16 dicembre 1998 | 6 agosto 2000   |
| 11 | HAARP Attack                 | Punto di non ritorno              | 27 gennaio 1999  | 13 agosto 2000  |
| 12 | Last Card Up                 | Terra promessa                    | 3 febbraio 1999  | 13 agosto 2000  |
| 13 | Last Breath                  | Ultimo respiro                    | 10 febbraio 1999 | 3 giugno 2001   |
| 14 | Parkergeist                  | Parkergeist                       | 24 febbraio 1999 | 3 giugno 2001   |
| 15 | Daddy's Girl                 | La figlia di papà                 | 3 marzo 1999     | 10 giugno 2001  |
| 16 | There's Something About Olga | … qualcosa di Olga                | 31 marzo 1999    | 10 giugno 2001  |
| 17 | A Dish Best Served Cold      | Un piatto servito freddo          | 21 aprile 1999   | 1º luglio 2001  |
| 18 | Vegas Heist                  | Viva Las Vegas!                   | 5 maggio 1999    | 8 luglio 2001   |
| 19 | EBEs                         | Limite invalicabile               | 12 maggio 1999   | 8 luglio 2001   |
| 20 | Walter                       | Walter                            | 19 maggio 1999   | 15 luglio 2001  |
| 21 | Lifeboat                     | Tornare a casa                    | 26 maggio 1999   | 15 luglio 2001  |